# 笑点Jr.
笑点Jr.（しょうてんじゅにあ）は、CS放送日テレプラスで2007年4月22日から2011年3月13日まで毎月第2日曜日夕方に放送していた寄席風の演芸バラエティ番組。日本テレビの長寿番組『笑点』の兄弟番組である。

## 概要
2007年（平成19年）4月22日に『BS笑点』を受け継ぐ形で放送がスタート。
テーマ音楽（作曲：中村八大）のアレンジと演奏はスクービードゥーが担当。
収録は横浜にぎわい座で毎月中旬もしくは下旬の夕方に行われていた（1回で1本分収録する。当初は本家『笑点』のように1回で2本分収録していた）。
放送製作著作は日テレで、日テレプラス（正式にはCS日本）は制作協力の扱い。
2009年（平成21年）10月から番組内容がリニューアルされ、今までの5コーナーに、新コーナーとして「お題の名人」「落語家への道」「演芸」が追加された。
2010年（平成22年）4月からは月1回、原則第2日曜日（時間帯は同じ）の放送になった（その他の日曜日は単発番組を放送）。それに伴い、一部のコーナーが終了となった。

### 番組の終了
収録が行われた2011年（平成23年）1月18日に、同年3月をもって、放送が終了することを各出演者がブログで発表した。同年2月13日にレギュラー放送としての最終回を放送。同年3月13日放送の「特選!落語祭り」をもって放送を終了。2003年10月12日から始まった『BS笑点』時代から続いた番組シリーズは7年半の歴史に幕を下ろした。
これを機に同年6月5日放送の本家『笑点』の演芸コーナーで6年ぶりに若手大喜利が再開され、『笑点Jr.』に出演してきたメンバーや若手が若手大喜利に出演している。
2013年4月3日からは、事実上の後継番組として『笑点 特大号』がBS日テレで放送を開始した。特大号は本番組と同じく若手大喜利や落語等が放送されている。

## 放送時間
毎月第2日曜日の15:00〜16:00（2010年4月 - 2011年2月）
- 以前の放送時間（初回放送）
  - 毎週日曜日の15:00〜16:00（2007年4月 - 2010年3月）
- 以前の放送時間（再放送）
  - 毎週金曜日の24:00〜25:00（2007年4月 - 2008年3月）
  - 毎週木曜日の19:00〜20:00（2008年4月 - 2010年3月）

- 放送開始当初は新作を放送した翌週に新作の再放送を放送していた。

## 出演者
- レギュラー出演者
  - 司会者
  - 大喜利メンバー
  - 座布団運び
  - コーナー出演者

出演者は若手中心で、30〜40代が主体。
一部のメンバーは出演権を剥奪されると大喜利に出演できないが、アシスタントとして座布団運びの手伝いをすることがあった。
笑点Jr.のレギュラー出演者にもそれぞれ性格付けが行われていた。
以下の表中の出演者名欄にある記号の意味は次のとおり。
- ○：前身番組『BS笑点』に引き続いて出演している出演者。
- ◎：本家『笑点』にも出演している出演者。

### 最終回時点の出演者
| ナビゲーター | ナビゲーター | ナビゲーター                   | ナビゲーター    |
| 名前 | 色紋付の色と着衣期間 | 出演期間                       | 出演回          |
| --- | --- | ------------------------------ | --------------- |
| 桂歌丸○◎ | | 2007年4月22日 - 2011年2月13日  | 第1回 - 第83回  |
| - 2010年3月7日（第71回）は療養のため休演。代わりに林家木久扇が担当。 | |                                |                 |
| 司会者 | |                                |                 |
| 名前 | 色紋付の色と着衣期間 | 出演期間                       | 出演回          |
| 春風亭昇太○◎ | 2007年4月22日 - 2009年5月31日 2007年 - 2008年夏 2009年6月14日 - 2010年3月21日 2010年6月13日 - 2011年2月13日 2010年4月11日・2010年5月9日                                                                                                  | 2007年4月22日 - 2011年2月13日  | 第1回 - 第83回  |
| - 総合司会。 | |                                |                 |
| 大喜利メンバー | |                                |                 |
| メインメンバー | |                                |                 |
| 名前 | 色紋付の色と着衣期間 | 出演期間                       | 出演回          |
| 2代目林家木久蔵○ | 2007年5月6日 - 2011年1月9日 | 2007年5月6日 - 2011年1月9日    | 第2回 - 第82回  |
| - 2007年9月9日（第11回）までは林家きくおとして出演 | |                                |                 |
| 五明樓玉の輔○ | 2007年4月22日 - 2011年2月13日 | 2007年4月22日 - 2011年2月13日  | 第1回 - 第83回  |
| | |                                |                 |
| 5代目春風亭柳好○ | 2007年4月22日 - 2008年9月28日 2008年10月12日 - 2009年6月28日 2009年12月6日 - 2010年6月13日 2010年10月10日 - 2010年12月12日 2009年7月12日・2009年8月30日 2010年7月11日 - 2010年9月13日 2009年9月13日・2009年9月27日                       | 2007年4月22日 - 2010年12月12日 | 第1回 - 第81回  |
| | |                                |                 |
| 三遊亭愛楽○◎ | 2007年4月22日 - 2011年2月13日 | 2007年4月22日 - 2011年2月13日  | 第1回 - 第83回  |
| | |                                |                 |
| 橘家文左衛門○ | 2007年4月22日 - 2011年2月13日 | 2007年4月22日 - 2011年2月13日  | 第1回 - 第83回  |
| | |                                |                 |
| 立川生志○ | 2007年5月20日 - 2010年11月14日 2010年12月12日 - 2011年2月13日 | 2007年5月20日 - 2011年2月13日  | 第3回 - 第83回  |
| - 2008年4月13日（第26回）までは立川笑志として出演。 | |                                |                 |
| サブメンバー | |                                |                 |
| 名前 | 色紋付の色と着衣期間 | 出演期間                       | 出演回          |
| 林家彦いち○ | 2007年4月22日 - 2011年2月13日 2010年1月24日 2010年7月11日 | 2007年4月22日 - 2011年2月13日  | 第1回 - 第83回  |
| | |                                |                 |
| 春風亭百栄○ | 2007年4月22日 2007年11月18日 - 2010年12月12日 2007年6月17日 2007年7月29日・2007年10月21日 2010年8月8日 | 2007年4月22日 - 2011年2月13日  | 第1回 - 第83回  |
| - 2008年8月31日（第34回）までは春風亭栄助として出演。 | |                                |                 |
| 三遊亭遊馬○ | 2007年7月15日 - 2011年1月9日 | 2007年7月15日 - 2011年1月9日   | 第7回 - 第82回  |
| | |                                |                 |
| 川柳つくし | 2009年5月17日 - 2009年5月31日 2009年8月16日 - 2010年9月13日 | 2009年5月17日 - 2011年2月13日  | 第51回 - 第83回 |
| - レギュラー前の2008年6月22日（第30回）に「マダム◇KANACO」名義で「こいつは凄芸!そいつは頂!!」のゲストとして出演していた。                                                                                                   | |                                |                 |
| 神田蘭○ | 2007年5月6日 2007年7月15日・2007年8月12日 2008年8月3日・2008年9月15日 2008年12月21日 - 2009年7月26日 2010年5月9日 - 2011年2月13日 2007年5月20日・2007年6月17日 2007年9月23日 - 2008年6月8日 2009年11月8日・2009年12月20日 2008年10月12日 | 2007年5月6日 - 2011年2月13日   | 第2回 - 第83回  |
| | |                                |                 |
| 座布団運び | |                                |                 |
| 名前 | 色紋付の色と着衣期間 | 出演期間                       | 出演回          |
| セイラ○ | 2007年4月22日 - 2011年2月13日 | 2007年4月22日 - 2011年2月13日  | 第1回 - 第83回  |
| - 「大喜利」座布団運び。 - 「こいつは凄芸!師匠と呼ばせて!!」アシスタント。 - 「落語家への道」生徒役。 | |                                |                 |
| コーナーレギュラー | |                                |                 |
| 名前 | 色紋付の色と着衣期間 | 出演期間                       | 出演回          |
| 林家たい平○◎ | 2007年4月22日 - 2009年5月31日 2009年6月14日 - 2011年2月13日 | 2007年4月22日 - 2011年2月13日  | 第1回 - 第83回  |
| - 「こいつは凄芸!そいつは頂!!」メンバー。 - 「お題の名人」「落語家への道」にも不定期で出演。 - 2010年3月7日（第71回）までは「使ってみよう!落語ことば」の司会も担当。 - 愛知収録では大喜利のアシスタント兼座布団運びも担当。 | |                                |                 |

### 過去の出演者
| 大喜利メンバー                              | 大喜利メンバー                | 大喜利メンバー                | 大喜利メンバー  |
| 名前                                        | 色紋付の色と着衣期間          | 出演期間                      | 出演回          |
| ------------------------------------------- | ----------------------------- | ----------------------------- | --------------- |
| 三遊亭王楽○                                 | 2008年1月13日 - 2010年3月21日 | 2008年1月13日 - 2010年3月21日 | 第19回 - 第72回 |
|                                             |                               |                               |                 |
| コーナーレギュラー                          |                               |                               |                 |
| 名前                                        | 色紋付の色と着衣期間          | 出演期間                      | 出演回          |
| 阪井あかね○                                 | 2009年2月8日                  | 2007年4月22日 - 2010年3月7日  | 第1回 - 第71回  |
| - 「使ってみよう!落語ことば」アシスタント。 |                               |                               |                 |

## 番組構成
2010年4月から最終回前までは番組本編を「お題の名人」、「こいつは凄芸!そいつは頂!!」、「落語家への道」、「落語」、「大喜利」の五部で構成していた（最終回は「お題の名人」を抜かした四部だった）。
放送開始当初から2009年9月までは、「こいつは凄芸!そいつは頂!!」の前に「ショートラクゴ」というコーナーが、「落語」と「大喜利」の間に「使ってみよう!落語ことば」というコーナーが存在し、こちらも長らく五部構成であった。秋のリニューアルの際は、月度1回目は「ショートラクゴ」と「落語」の間に「演芸」を加えて五部、2回目は「お題の名人」と「落語家への道」を加え、「こいつは凄芸!そいつは頂!!」を番組の最後に移動して四部で構成していた。これについては終了したコーナーの節を参照されたい。
各放送時期における番組構成とコーナーの進行順は次のとおり。
2011年2月13日
1. オープニング
2. 歌丸のフリートーク
3. 落語家への道
4. こいつは凄芸!そいつは頂!!
5. 落語
6. 大喜利
7. エンディング

2007年4月22日 - 2007年6月17日
1. オープニング
2. 歌丸のフリートーク
3. (CM)
4. ショートラクゴ
5. こいつは凄芸!そいつは頂!!
6. 落語
7. 使ってみよう!落語ことば
8. 大喜利
9. エンディング

2007年7月1日 - 2009年9月27日
1. オープニング
2. 歌丸のフリートーク
3. 提供クレジット
4. (CM)
5. ショートラクゴ
6. こいつは凄芸!そいつは頂!!
7. 落語
8. 使ってみよう!落語ことば
9. 大喜利
10. エンディング

2009年10月11日
1. オープニング
2. 歌丸のフリートーク
3. 提供クレジット
4. (CM)
5. ショートラクゴ
6. 使ってみよう!落語ことば
7. 落語
8. 大喜利
9. エンディング

2009年10月25日 - 2010年3月21日
1. オープニング
2. 歌丸のフリートーク
3. 提供クレジット
4. (CM)
5. お題の名人
6. 落語家への道
7. 落語
8. こいつは凄芸!そいつは頂!!
9. エンディング

2009年11月8日 - 2010年3月7日
1. オープニング
2. 歌丸のフリートーク
3. 提供クレジット
4. (CM)
5. ショートラクゴ
6. 演芸
7. 落語 ※たまに「使ってみよう!落語ことば」とのコーナー順が入れ替わることがあった。
8. 使ってみよう!落語ことば
9. 大喜利
10. エンディング

2010年4月11日
1. オープニング
2. 歌丸のフリートーク
3. 落語
4. こいつは凄芸!そいつは頂!!
5. お題の名人
6. 大喜利
7. エンディング

2010年5月9日・2010年7月11日 - 2011年1月9日
1. オープニング
2. 歌丸のフリートーク
3. お題の名人
4. こいつは凄芸!そいつは頂!! ※たまに「落語家への道」とのコーナー順が入れ替わることがあった。
5. 落語家への道
6. 落語
7. 大喜利
8. エンディング

2010年6月13日
1. オープニング
2. 歌丸のフリートーク
3. 落語
4. こいつは凄芸!そいつは頂!!
5. お題の名人
6. 落語家への道
7. 大喜利
8. エンディング

### 主なコーナー

#### フリートーク
ナビゲーターの歌丸が最近起きた出来事を本家のメンバー及び笑点Jr.のメンバーの罵倒ネタを含めて語る。

#### 落語家への道
大喜利メンバーが先生となり、生徒役のセイラに落語を伝授する落語講座のコーナー。2009年（平成21年）10月25日から2011年（平成23年）2月13日まで放送。
- 先生として出演する大喜利メンバーは2人で、1人目はツッコミ担当、2人目はボケ担当となっている。
- コーナー開始から現在までに出された課題は以下の通り。

| 2009年〜2011年 | 2009年〜2011年 | 2009年〜2011年                                                  |
| 2009年         | 2009年         | 2009年                                                          |
| 放送日         | 先生           | 課題                                                            |
| -------------- | -------------- | --------------------------------------------------------------- |
| 10月25日       | 玉の輔 木久蔵  | 目線の切り方 上下の切り方                                       |
| 11月22日       | 生志 百栄      | 落語の登場人物 （与太郎・一八）                                 |
| 12月20日       | 文左衛門 柳好  | 饅頭を食べる仕草 蕎麦を食べる仕草 薬を飲む仕草 （ちりとてちん） |
| 2010年         |                |                                                                 |
| 放送日         | 先生           | 課題                                                            |
| 1月24日        | 彦いち 木久蔵  | お酒を飲む仕草 鰻を捕まえる仕草 鰻を食べる仕草                  |
| 2月21日        | 愛楽 遊馬      | 江戸っ子の啖呵 （たが屋・大工調べ）                             |
| 3月21日        | 玉の輔 つくし  | 釣りの仕草                                                      |
| 5月9日         | 文左衛門 生志  | 気の短い人 （長短）                                             |
| 6月13日        | たい平 百栄    | 粗忽者 （堀之内・粗忽の釘）                                     |
| 7月11日        | 木久蔵 つくし  | 寿限無                                                          |
| 8月8日         | 生志 柳好      | お菊の皿                                                        |
| 9月13日        | 文左衛門 愛楽  | 強情灸                                                          |
| 10月10日       | 生志 木久蔵    | だくだく                                                        |
| 11月14日       | たい平 柳好    | 親子酒                                                          |
| 12月12日       | 百栄 つくし    | 短命                                                            |
| 2012年         |                |                                                                 |
| 放送日         | 先生           | 課題                                                            |
| 1月9日         | 玉の輔 愛楽    | 紙入れ                                                          |
| 2月13日        | 昇太 たい平    | つる                                                            |

#### こいつは凄芸!そいつは頂!!
お笑い芸人をゲストとして呼び、その芸に挑戦するコーナー。通称「こいつは凄芸!」「凄芸」。
- 芸歴の長いベテラン芸人や注目の若手芸人などがゲストで出演し、大喜利メンバーとたい平がそのゲスト芸人の芸に挑戦する。
  - またたい平は本家『笑点』での持ちネタ（外国人パブ、オカマ、芸能人の物真似、動物や花火の声帯模写、バンジージャンプや強風に煽られるなどのジェスチャーなど）を駆使して芸を披露することが多い。
- 芸に挑戦するのは大喜利メンバーであるが、たまに司会者やアシスタントも芸に挑戦することがある。
- すべてのメンバーによる芸が終わった後、ゲストがメンバーの中から凄芸大賞を選び、それに選ばれたメンバーが凄芸大賞となる。
- このコーナーの最多出演者は、計4回出演した堺すすむとカンカラの2名で、カンカラに関しては年に1回出演していた。次いで多かったのは、末高斗夢、ぴろき、Wコロン、ウクレレえいじの4名で3回出演した。なおつくしは大喜利メンバーになる前は、別名義で1回だけこのコーナーに出演したことがあった。
- お笑い芸人以外にも、女優のミムラもゲストで出演したことがあった。
- もともとは前身番組『BS笑点』に存在していたコーナーで（そのころは「こいつは凄芸!師匠と呼ばせて!!」として放送していた）、この番組に引き継がれた。
- 秋のリニューアル以前のゲスト

| 個人戦   | 個人戦                                        | 個人戦       | 個人戦       | 個人戦       | 個人戦       | 個人戦       | 個人戦       | 個人戦       | 個人戦         |
| 2007年   | 2007年                                        | 2007年       | 2007年       | 2007年       | 2007年       | 2007年       | 2007年       | 2007年       | 2007年         |
| 放送日   | ゲスト                                        | 出演メンバー | 出演メンバー | 出演メンバー | 出演メンバー | 出演メンバー | 出演メンバー | 出演メンバー | 凄芸大賞       |
| -------- | --------------------------------------------- | ------------ | ------------ | ------------ | ------------ | ------------ | ------------ | ------------ | -------------- |
| 4月22日  | 堺すすむ 「なんでかフラメンコ」               | 愛楽         | 文左衛門     | 栄助         | 彦いち       | 柳好         | 玉の輔       | たい平       | たい平         |
| 5月6日   | 星野卓也 「早口言葉」                         | 愛楽         | 蘭           | きくお       | 彦いち       | 柳好         | 玉の輔       | たい平       | たい平         |
| 5月20日  | 柳家紫文 「三味線漫談」                       | 愛楽         | 文左衛門     | きくお       | 笑志         | 蘭           | 玉の輔       | たい平       |                |
| 6月17日  | 末高斗夢 「ダジャレ芸」                       | 栄助         | 蘭           | きくお       | 笑志         | 柳好         | 玉の輔       | たい平       |                |
| 7月1日   | せんだみつお 「一発ギャグ」                   | 愛楽         | 文左衛門     | きくお       | 笑志         | 柳好         | 玉の輔       | たい平       |                |
| 7月29日  | いっこく堂 「腹話術」                         | 愛楽         | 文左衛門     | きくお       | 遊馬         | 栄助         | 玉の輔       | たい平       |                |
| 8月26日  | 三遊亭小円歌 「三味線漫談」                   | 彦いち       | 文左衛門     | きくお       | 笑志         | 柳好         | 玉の輔       | たい平       | 笑志           |
| 9月9日   | 小島よしお 「そんなの関係ねぇ!」              | 愛楽         | 文左衛門     | きくお       | 笑志         | 柳好         | 玉の輔       | たい平       | 玉の輔         |
| 9月23日  | 江戸家小猫 「動物モノマネ」                   | 遊馬         | 蘭           | 木久蔵       | 笑志         | 柳好         | 玉の輔       | たい平       |                |
| 10月7日  | 慶 「チャラ男漫談」                           | 愛楽         | 彦いち       | 木久蔵       | 笑志         | 柳好         | 玉の輔       | たい平       | セイラ         |
| 10月21日 | ナンセンス 「旗揚げ」                         | 愛楽         | 文左衛門     | 木久蔵       | 栄助         | 蘭           | 玉の輔       | たい平       |                |
| 11月4日  | ヤポンスキー 「へのへのもへじ」               | 愛楽         | 文左衛門     | 遊馬         | 彦いち       | 蘭           | 玉の輔       | たい平       | 文左衛門       |
| 11月18日 | ぴろき 「ギタレレ漫談」                       | 愛楽         | 文左衛門     | 栄助         | 彦いち       | 柳好         | 玉の輔       | たい平       | 栄助           |
| 12月2日  | 堺すすむ 「なんでかフラメンコ」               | 愛楽         | 文左衛門     | 木久蔵       | 笑志         | 柳好         | 玉の輔       | たい平       |                |
| 2008年   |                                               |              |              |              |              |              |              |              |                |
| 放送日   | ゲスト                                        | 出演メンバー | 出演メンバー | 出演メンバー | 出演メンバー | 出演メンバー | 出演メンバー | 出演メンバー | 凄芸大賞       |
| 1月27日  | HEY!たくちゃん 「アゴまね」                   | 愛楽         | 文左衛門     | 栄助         | 笑志         | 柳好         | 玉の輔       | たい平       |                |
| 2月10日  | 東京ボーイズ 「謎かけ小唄」                   | 愛楽         | 文左衛門     | 木久蔵       | 蘭           | 柳好         | 玉の輔       | たい平       |                |
| 2月24日  | 末高斗夢 「ダジャレ芸」                       | 愛楽         | 遊馬         | 木久蔵       | 笑志         | 柳好         | 玉の輔       | たい平       |                |
| 3月23日  | ホリ 「物真似」                               | 愛楽         | 文左衛門     | 蘭           | 笑志         | 柳好         | 玉の輔       | たい平       |                |
| 4月13日  | 林家二楽 「紙切り」                           | 愛楽         | 文左衛門     | 栄助         | 笑志         | 蘭           | 玉の輔       | たい平       |                |
| 4月27日  | 星飛雄馬 「生き様川柳」                       | 愛楽         | 文左衛門     | 遊馬         | 生志         | 柳好         | 玉の輔       | たい平       |                |
| 5月11日  | ウクレレえいじ 「マニアックモノマネ」         | 蘭           | 文左衛門     | 木久蔵       | 生志         | 柳好         | 玉の輔       | たい平       |                |
| 5月25日  | 松鶴家千とせ 「わかるかなぁ〜」               | 愛楽         | 文左衛門     | 木久蔵       | 生志         | 栄助         | 玉の輔       | たい平       |                |
| 6月8日   | イエス玉川 「浪曲」                           | 王楽         | 文左衛門     | 木久蔵       | 蘭           | 柳好         | 玉の輔       | たい平       |                |
| 6月22日  | マダム◇KANACO （川柳つくし） 「ウクレレ漫談」 | 愛楽         | 文左衛門     | 木久蔵       | 彦いち       | 柳好         | 玉の輔       | たい平       |                |
| 8月3日   | ミムラ 「落語指導」                           | 愛楽         | 遊馬         | 木久蔵       | 栄助         | 蘭           | 玉の輔       | たい平       | なし           |
| 9月28日  | つぶやきシロー 「あるあるネタ」               | 愛楽         | 文左衛門     | 百栄         | 生志         | 柳好         | 玉の輔       | たい平       |                |
| 10月26日 | 宮田章司 「売り声」                           | 彦いち       | 遊馬         | 木久蔵       | 生志         | 柳好         | 玉の輔       | たい平       |                |
| 11月9日  | 不明                                          | 愛楽         | 文左衛門     | 木久蔵       | 生志         | 柳好         | 玉の輔       | たい平       |                |
| 11月23日 | KAZUMI 「軟体芸」                             | 愛楽         | 文左衛門     | 木久蔵       | 百栄         | 柳好         | 玉の輔       | たい平       |                |
| 12月7日  | 芋洗坂係長 「替え歌」                         | 愛楽         | 文左衛門     | 百栄         | 生志         | 柳好         | 玉の輔       | たい平       | 玉の輔         |
| 2009年   |                                               |              |              |              |              |              |              |              |                |
| 放送日   | ゲスト                                        | 出演メンバー | 出演メンバー | 出演メンバー | 出演メンバー | 出演メンバー | 出演メンバー | 出演メンバー | 凄芸大賞       |
| 1月11日  | アントキの猪木 「モノマネ」                   | 愛楽         | 文左衛門     | 木久蔵       | 生志         | 蘭           | 玉の輔       | たい平       | 蘭             |
| 2月22日  | はたのぼる 「野菜楽器漫談」                   | 愛楽         | 文左衛門     | 木久蔵       | 生志         | 柳好         | 玉の輔       | たい平       |                |
| 3月8日   | マギー司郎 「マジック」                       | 愛楽         | 文左衛門     | 木久蔵       | 生志         | 遊馬         | 玉の輔       | たい平       |                |
| 4月19日  | HEY!たくちゃん 「アゴまね」                   | 愛楽         | 文左衛門     | 百栄         | 遊馬         | 柳好         | 玉の輔       | たい平       | セイラ         |
| 5月3日   | めおと楽団ジキジキ 「夫婦漫談」               | 彦いち       | 文左衛門     | 木久蔵       | 遊馬         | 柳好         | 玉の輔       | たい平       |                |
| 5月17日  | ゆってぃ 「ワカチコ漫談」                     | 愛楽         | 文左衛門     | 木久蔵       | 百栄         | 柳好         | つくし       | たい平       |                |
| 5月31日  | ウクレレえいじ 「マニアックモノマネ」         | 愛楽         | 文左衛門     | 木久蔵       | 蘭           | 柳好         | つくし       | たい平       |                |
| 6月28日  | ぴろき 「ギタレレ漫談」                       | 彦いち       | 遊馬         | 木久蔵       | 生志         | 柳好         | 玉の輔       | たい平       |                |
| 7月26日  | 宮田陽・昇 「都道府県暗記漫才」               | 王楽         | 彦いち       | 木久蔵       | 生志         | 柳好         | 玉の輔       | たい平       |                |
| 8月16日  | いとうあさこ 「新体操漫談」                   | 愛楽         | 文左衛門     | 木久蔵       | 生志         | つくし       | 玉の輔       | たい平       | 昇太           |
| 8月30日  | 東京ボーイズ 「謎かけ小唄」                   | 愛楽         | 文左衛門     | 百栄         | 生志         | 柳好         | 玉の輔       | たい平       | たい平         |
| 9月13日  | 慶 「ギャル男漫談」                           | 愛楽         | 文左衛門     | 百栄         | 遊馬         | 柳好         | 玉の輔       | たい平       | セイラ         |
| 10月25日 | 堺すすむ 「なんでかフラメンコ」               | 愛楽         | 文左衛門     | 木久蔵       | 生志         | つくし       | 玉の輔       |              | つくし         |
| 11月22日 | 末高斗夢 「ダジャレ芸」                       | 愛楽         | 文左衛門     | 木久蔵       | 生志         | 蘭           | 玉の輔       |              | 愛楽           |
| 12月20日 | 東京ガールズ 「漫談」                         | 蘭           | 文左衛門     | 木久蔵       | 生志         | 柳好         | 玉の輔       | たい平       | 蘭             |
| 2010年   |                                               |              |              |              |              |              |              |              |                |
| 放送日   | ゲスト                                        | 出演メンバー | 出演メンバー | 出演メンバー | 出演メンバー | 出演メンバー | 出演メンバー | 出演メンバー | 凄芸大賞       |
| 2月21日  | 今泉 「言ってみてぇ〜」                       | 愛楽         | 文左衛門     | 木久蔵       | 生志         | 柳好         | 玉の輔       | たい平       | 愛楽           |
| 3月21日  | めおと楽団ジキジキ 「夫婦漫談」               | 王楽         | 文左衛門     | 木久蔵       | 生志         | 柳好         | 玉の輔       | たい平       | 木久蔵         |
| 4月11日  | 島田秀平 「手相占い」                         | 愛楽         | 文左衛門     | 木久蔵       | 生志         | 柳好         | 玉の輔       | たい平       | なし           |
| 7月11日  | Wコロン 「謎かけ漫才」                        | 愛楽         | 文左衛門     | 木久蔵       | 生志         | 柳好         | 玉の輔       | たい平       | 木久蔵         |
| 9月13日  | ぴろき 「ギタレレ漫談」                       | 愛楽         | 文左衛門     | 木久蔵       | 柳好         | つくし       | たい平       |              | 柳好           |
| 10月10日 | 堺すすむ 「なんでかフラメンコ」               | 愛楽         | 蘭           | 木久蔵       | 百栄         | 柳好         | 玉の輔       | たい平       | たい平         |
| 11月14日 | ウクレレえいじ 「マニアックモノマネ」         | 愛楽         | 文左衛門     | 木久蔵       | 蘭           | 柳好         | 玉の輔       | たい平       | ウクレレえいじ |
| 2011年   |                                               |              |              |              |              |              |              |              |                |
| 放送日   | ゲスト                                        | 出演メンバー | 出演メンバー | 出演メンバー | 出演メンバー | 出演メンバー | 出演メンバー | 出演メンバー | 凄芸大賞       |
| 1月9日   | いっこく堂 「腹話術」                         | 愛楽         | 文左衛門     | 木久蔵       | 生志         | 柳好         | 玉の輔       | たい平       | 木久蔵         |

| コンビ戦 | コンビ戦                                | コンビ戦      | コンビ戦      | コンビ戦     | コンビ戦      | コンビ戦      | コンビ戦 |
| 2007年   | 2007年                                  | 2007年        | 2007年        | 2007年       | 2007年        | 2007年        | 2007年   |
| 放送日   | ゲスト                                  | 出演メンバー  | 出演メンバー  | 出演メンバー | 出演メンバー  | 凄芸大賞      |          |
| -------- | --------------------------------------- | ------------- | ------------- | ------------ | ------------- | ------------- | -------- |
| 7月15日  | レム色 「回文」                         | 愛楽 文左衛門 | きくお 遊馬   | 蘭 玉の輔    | 昇太 たい平   |               |          |
| 8月12日  | Wコロン 「謎かけ漫才」                  | 愛楽 文左衛門 | きくお 笑志   | 蘭 玉の輔    | たい平 セイラ | たい平 セイラ |          |
| 12月16日 | アンジャッシュ 「コント」               | 愛楽 文左衛門 | きくお 玉の輔 | 笑志 柳好    | 昇太 たい平   |               |          |
| 2008年   |                                         |               |               |              |               |               |          |
| 放送日   | ゲスト                                  | 出演メンバー  | 出演メンバー  | 出演メンバー | 出演メンバー  | 凄芸大賞      |          |
| 1月13日  | テツandトモ 「なんでだろ〜」            | 王楽 笑志     | 文左衛門 蘭   | 柳好 玉の輔  | 昇太 たい平   | 王楽 笑志     |          |
| 3月9日   | 東京丸・京平 「漫才」                   | 愛楽 彦いち   | 栄助 笑志     | 柳好 玉の輔  | 昇太 たい平   |               |          |
| 7月20日  | マシンガンズ 「めんどくせ〜」           | 愛楽 文左衛門 | 木久蔵 生志   | 遊馬 玉の輔  | 昇太 たい平   |               |          |
| 8月31日  | モエヤン 「ノーブラヤッホー」           | 愛楽 文左衛門 | 木久蔵 栄助   | 柳好 玉の輔  | 昇太 たい平   |               |          |
| 10月12日 | 流れ星 「アテレコギャグ」               | 彦いち 玉の輔 | 文左衛門 蘭   | 生志 柳好    | 昇太 たい平   |               |          |
| 12月21日 | Wコロン 「謎かけ漫才」                  | 愛楽 蘭       | 百栄 生志     | 柳好 玉の輔  | 昇太 たい平   |               |          |
| 2009年   |                                         |               |               |              |               |               |          |
| 放送日   | ゲスト                                  | 出演メンバー  | 出演メンバー  | 出演メンバー | 出演メンバー  | 凄芸大賞      |          |
| 1月25日  | 城後光義 「コント」                     | 愛楽 文左衛門 | 木久蔵 生志   | 柳好 玉の輔  |               |               |          |
| 2月8日   | クールポコ 「餅つき芸」                 | 蘭 玉の輔     | 彦いち 柳好   | 木久蔵 生志  | 昇太 たい平   | 彦いち 柳好   |          |
| 3月22日  | フォーリンラブ 「恋愛コント」           | 愛楽 文左衛門 | 木久蔵 たい平 | 蘭 玉の輔    | 百栄 セイラ   | 百栄 セイラ   |          |
| 7月12日  | ナポレオンズ 「マジック」               | 愛楽 文左衛門 | 木久蔵 生志   | 蘭 玉の輔    | 昇太 たい平   |               |          |
| 9月27日  | が〜まるちょば 「サイレントコメディー」 | 愛楽 文左衛門 | 木久蔵 生志   | 柳好 玉の輔  | 昇太 たい平   |               |          |
| 2010年   |                                         |               |               |              |               |               |          |
| 放送日   | ゲスト                                  | 出演メンバー  | 出演メンバー  | 出演メンバー | 出演メンバー  | 凄芸大賞      |          |
| 5月9日   | ナポレオンズ 「マジック」               | 愛楽 蘭       | 百栄 生志     | 柳好 玉の輔  | 昇太 たい平   | 昇太 たい平   |          |
| 6月13日  | カンカラ 「時代劇コント」               | 愛楽 木久蔵   | 遊馬 たい平   | 柳好 玉の輔  |               | カンカラ      |          |
| 8月8日   | ロケット団 「四字熟語漫才」             | 愛楽 文左衛門 | 木久蔵 生志   | 柳好 たい平  | セイラ 玉の輔 | 柳好 たい平   |          |
| 2011年   |                                         |               |               |              |               |               |          |
| 放送日   | ゲスト                                  | 出演メンバー  | 出演メンバー  | 出演メンバー | 出演メンバー  | 凄芸大賞      |          |
| 2月13日  | ナイツ 「ヤホー漫才」                   | 愛楽 文左衛門 | つくし 彦いち | 生志 玉の輔  | 蘭 たい平     | 生志 玉の輔   |          |

| チーム対抗戦 | チーム対抗戦                     | チーム対抗戦                         | チーム対抗戦                           | チーム対抗戦                                |
| 2007年       | 2007年                           | 2007年                               | 2007年                                 | 2007年                                      |
| 放送日       | ゲスト                           | 出演メンバー                         | 出演メンバー                           | 凄芸大賞                                    |
| ------------ | -------------------------------- | ------------------------------------ | -------------------------------------- | ------------------------------------------- |
| 6月3日       | カンカラ 「時代劇コント」        | Aチーム たい平 愛楽 文左衛門 きくお  | Bチーム 昇太 笑志 柳好 玉の輔          | 柳好（個人賞）                              |
| 2008年       |                                  |                                      |                                        |                                             |
| 放送日       | ゲスト                           | 出演メンバー                         | 出演メンバー                           | 凄芸大賞                                    |
| 7月6日       | カンカラ 「時代劇コント」        | Aチーム たい平 愛楽 文左衛門 木久蔵  | Bチーム 昇太 生志 柳好 玉の輔          |                                             |
| 9月15日      | 超新塾 「ロックンロールコント」  | Aチーム たい平 愛楽 文左衛門 木久蔵  | Bチーム 昇太 生志 蘭 玉の輔            |                                             |
| 2009年       |                                  |                                      |                                        |                                             |
| 放送日       | ゲスト                           | 出演メンバー                         | 出演メンバー                           | 凄芸大賞                                    |
| 6月14日      | カンカラ 「時代劇コント」        | Aチーム たい平 玉の輔 愛楽 文左衛門  | Bチーム 昇太 柳好 木久蔵 生志          |                                             |
| 2010年       |                                  |                                      |                                        |                                             |
| 放送日       | ゲスト                           | 出演メンバー                         | 出演メンバー                           | 凄芸大賞                                    |
| 1月24日      | 4代目江戸家猫八 「動物モノマネ」 | たい平チーム たい平 木久蔵 生志 百栄 | 玉の輔チーム 玉の輔 愛楽 柳好 セイラ   | たい平チーム （チーム賞） セイラ （個人賞） |
| 12月12日     | 超新塾 「ロックンロールコント」  | たい平チーム たい平 生志 つくし 百栄 | 玉の輔チーム 玉の輔 愛楽 文左衛門 柳好 | 玉の輔チーム                                |

#### 落語
その名の通り、落語を披露するコーナー。
- 大御所落語家や注目の若手落語家などが出演。本家『笑点』の大喜利メンバー・司会者も出演をすることがある。
- 秋のリニューアルの際は、月度1回目の放送は落語家が、2回目の放送は『笑点Jr.』の大喜利メンバーが落語を披露していたことがあった。

#### 大喜利
出演者による大喜利のコーナー。

### 終了したコーナー

#### ショートラクゴ
『笑点Jr.』の大喜利メンバーが短い落語を披露するコーナー。
- 神田蘭が出演する場合は「ショートコウダン」というタイトルになる。
- 2010年（平成22年）2月7日の放送では、にしおかすみこが「春風こえむ」として出演し、コーナー初のゲストとなった。

#### 演芸
お笑い芸人が芸を披露するコーナー。2009年（平成21年）11月8日から2010年（平成22年）3月7日まで放送。
- 芸歴の長いベテラン芸人から注目の若手芸人まで幅広く、ジャンルも漫才、漫談、コント、マジックなど多岐にわたっている。

#### 使ってみよう!落語ことば
落語の中に出てくる言い回しを一つ選び、NHK教育テレビジョンの各国語学講座をもじった形式で紹介するコーナー。2007年（平成19年）4月22日から2010年（平成23年）3月7日まで放送。
- 司会進行役の林家たい平と声優の阪井あかねがある言い回しを発音し、意味・用法を紹介したのち、現代日常生活の色々なシーンで使ってみたらどうなるか、大喜利メンバーらがコント形式で再現する。
- アシスタントの阪井は毎回私服やテレビ用衣装で出演しているが、一度セイラの着物を着て出演したことがあり、その際たい平に「それは誰が着るかで…」と言われていた。
- またこのコーナーの出演者にも性格付けがされており、たい平は阪井に本家での罵倒ネタ（恐妻家ネタなど）で皮肉られることが多い。阪井に関しては蘭と同様に自惚れネタが多く、たい平からは年齢未公表であることから年齢について聞かれることが多い。
- もともとは前身番組『BS笑点』に存在していたコーナーで、この番組に引き継がれた。
- このコーナーのみ地方での収録は行われていない。そのため愛知収録の回では横浜にぎわい座で以前に撮影したものを放送していた。

#### お題の名人
与えられたお題をテーマに、大喜利メンバー2人がフリートーク対決をするコーナー。2009年（平成21年）10月25日から2011年（平成23年）1月9日まで放送。
- 司会者と大喜利メンバー2人のフリートークから始まり、その中からお題を決めた後、大喜利メンバー2人がお題をテーマにしたエピソードを語る。
- どちらのエピソードが面白かったかを観客の拍手数で判定し、拍手が多かったメンバーが勝者即ちお題の名人となる（観客の拍手数が両者ともに微妙だった場合は両者引き分けとなる）。
- コーナー開始から現在までの対戦結果は以下の通り。

| 2009年〜2011年 | 2009年〜2011年         | 2009年〜2011年     | 2009年〜2011年 | 2009年〜2011年 |
| 2009年         | 2009年                 | 2009年             | 2009年         | 2009年         |
| 放送日         | お題                   | 組み合わせ         | お題の名人     |                |
| -------------- | ---------------------- | ------------------ | -------------- | -------------- |
| 10月25日       | 師匠のここがイヤ!      | 生志 vs 木久蔵     | 生志           |                |
| 11月22日       | イヤなお客さん         | 百栄 vs 愛楽       | 百栄           |                |
| 12月20日       | 修業時代の話           | つくし vs 玉の輔   | 引き分け       |                |
| 2010年         |                        |                    |                |                |
| 放送日         | お題                   | 組み合わせ         | お題の名人     |                |
| 1月24日        | 酒の席での失敗談       | 遊馬 vs 柳好       | 遊馬           |                |
| 2月21日        | イイ女自慢             | 蘭 vs つくし       | つくし         |                |
| 3月21日        | 変な弟子の話           | 木久蔵 vs 柳好     | 柳好           |                |
| 4月11日        | モノマネ武勇伝         | 愛楽 vs たい平     | 引き分け       |                |
| 5月9日         | 今までにやった変な仕事 | 文左衛門 vs つくし | つくし         |                |
| 6月13日        | とんだ災難             | 木久蔵 vs 文左衛門 | 文左衛門       |                |
| 7月11日        | お祭り                 | 彦いち vs 生志     | 引き分け       |                |
| 8月8日         | 私の妻自慢             | 百栄 vs たい平     | 百栄           |                |
| 9月13日        | 我が命名               | 生志 vs 玉の輔     | 生志           |                |
| 10月10日       | ビックリするギャラの話 | 百栄 vs 愛楽       | 愛楽           |                |
| 11月14日       | 兄弟弟子だから言える話 | 木久蔵 vs 彦いち   | 木久蔵         |                |
| 12月12日       | 内弟子時代の話         | たい平 vs 玉の輔   | たい平         |                |
| 2011年         |                        |                    |                |                |
| 放送日         | お題                   | 組み合わせ         | お題の名人     |                |
| 1月9日         | 思い出のお正月         | 生志 vs 柳好       | 生志           |                |

### エンディング
番組のエンディングでは、ナビゲーターを務める歌丸も今週放送の大喜利の問題3問のうちの1問だけを答える。秋のリニューアル後は他のコーナーの感想も述べているようになった。

## 舞台装置
横浜にぎわい座での寄席で使われる寄席囲い使用の舞台を使用している。舞台奥の4枚の襖は、全コーナーすべて白の襖を採用している（以前は「こいつは凄芸!そいつは頂!!」「使ってみよう!落語ことば」「大喜利」のみ木の襖を採用していた）。
地方収録が行われた際は、本家『笑点』で使用された舞台を使用され、襖絵は本家と同様その地方の特産品や名所を描いた襖絵となっていた。

## 地方収録
過去に特別企画として一度だけ地方収録が行われたことがあった。
| 放送年月日          | 放送年月日       | 会場                                 | 公演名                            |
| ------------------- | ---------------- | ------------------------------------ | --------------------------------- |
| 2007年 （平成19年） | 12月2日 12月16日 | 愛知県・中部国際空港セントレアホール | 笑点Jr. 第1回セントレア名人決定戦 |

## 番組史
- 2007年（平成19年）
  - 4月22日　『笑点Jr.』放送開始。放送時間は15:00〜16:00。
  - 12月2日・12月16日　愛知県中部国際空港セントレアホールで初の地方収録『笑点Jr. 第1回セントレア名人決定戦』を開催。
- 2009年（平成21年）
  - 10月25日　「お題の名人」「落語家への道」がスタート。
  - 11月8日　「演芸」がスタート。
- 2010年（平成22年）
  - 4月11日　月1回、原則第2日曜（時間帯は同じ）の放送に変更。
  - 2月13日　レギュラー放送としての『笑点Jr.』最終回。
  - 3月13日　『笑点Jr.』最終回。大喜利メンバーによる新作落語を披露する「特選!落語祭り」を放送。

## 派生番組

### 笑点Jr.特選落語祭り
2007年（平成23年）に放送された「落語」の中から3・4本ずつを『笑点Jr.特選落語祭り』と題して2008年（平成20年）3月13日から2008年（平成20年）3月27日まで放送された。全3回。2011年（平成23年）3月13日に『笑点Jr.』の最終回として、大喜利メンバー出演の未公開映像を中心に放送した。
| 期間          | 回数 | 出演落語家・演目                                          | 出演落語家・演目                     | 出演落語家・演目                                                                 | 出演落語家・演目                                      | 出演落語家・演目      |
| ------------- | ---- | --------------------------------------------------------- | ------------------------------------ | -------------------------------------------------------------------------------- | ----------------------------------------------------- | --------------------- |
| 2008年3月13日 | 壱   | 林家たい平 「二番煎じ」 （放送日不明）                    | 瀧川鯉昇 「粗忽の釘」 （放送日不明） | 三遊亭歌之介 「南国情話」 （放送日不明）                                         |                                                       |                       |
| 2008年3月20日 | 弐   | 三遊亭白鳥 「おばさん部隊」 （放送日不明）                | 柳亭市馬 「まぬけ泥」 （放送日不明） | 三遊亭楽太郎 （現：6代目三遊亭圓楽） 「寄合酒」 （2007年（平成19年）6月7日放送） | 三遊亭好楽 「つる」 （2007年（平成19年）5月6日放送）  |                       |
| 2008年3月27日 | 参   | 春風亭昇太 「力士の春」 （2007年（平成19年）12月2日放送） | 柳家さん喬 「そば清」 （放送日不明） | 三遊亭小遊三 「浮世床」 （放送日不明）                                           | 桂歌丸 「粗忽長屋」 （2007年（平成19年）4月22日放送） |                       |
| 2011年3月13日 |      | 立川生志 「初天神」                                       | 橘家文左衛門 「奇合い酒」            | 春風亭柳好 「動物園」                                                            | 五明楼玉の輔 「紙入れ」                               | 林家たい平 「湯屋番」 |

放送時間
毎週木曜24:00〜25:00
毎週日曜22:30〜23:30（再放送）

## 地上波での放送
地上波では、1回の放送で複数回の内容を再編成した形で放送している。当初は前身番組『BS笑点』の内容を放送していたが、2007年（平成19年）6月11日からCSでの『笑点Jr.』の内容を放送している。
当初は「こいつは凄芸!師匠と呼ばせて!!（「こいつは凄芸!そいつは頂!!」の前身コーナー）」と「大喜利」の2コーナーのみ放送していたが、現在は「ショートラクゴ」、「落語」、「使ってみよう!落語ことば」も放送している。

## スタッフ
- 構成 : 佐藤かんじ、小林哲也、山田浩康、宮崎牛丼、高橋倫玲、堀江里光
- 音楽 : 中村八大
- アレンジ: スクービードゥー
- 題字 : 橘右橋
- CAM : 高橋元弘、福島一憲
- VE : 本間一美、
- VTR : 渡辺翔太、信太修平
- 音声 : 森川哲男
- 照明 : 重松隆博
- EED : 樋口佳孝、村上友住子
- MA : 小林陽子
- デザイン : 磯村英俊
- 美術制作 : 中原晃一
- 大道具 : 峰崎俊輔
- 小道具 : 丸山善之
- 衣裳 : 佐々木錠子
- 美粧 : 外山奈津子
- 音効 : 吉田茂、宮川素子、赤津広大
- 協力 : 横浜にぎわい座
- 編成担当 : 英正規（CS日本）
- AD : 野村仁志
- ディレクター : 高木裕司、井上芳朗、依岡由里子
- 演出 : 長井英樹、福島伸次郎
- プロデューサー : 中西健、長濱薫、深谷圭二
- チーフプロデューサー : 鈴木雅人
- 技術協力 : NiTRo、コスモスペース
- 制作協力 ： AX-ON（旧日テレ映像センター）
- 製作著作 ： 日テレ

過去のスタッフ
- 歴代チーフプロデューサー：梅原幹
- TD : 三沢津代志
- SW : 宮崎和久
- CAM : 田代義昭
- VE : 石坂忠義
- MIX :山口直樹
- PA : 依田真和
- EED : 藤本浩史、成田美洋
- 照明 : 大矢牟男
- 編成担当 : 黒田宏（CS日本）
- AD : 加藤健太
- AP : 岡まぼろ
- ディレクター : 上田崇博、渡邊朝也